# A Summer Place
A Summer Place (bra: Amores Clandestinos; prt: Escândalo ao Sol) é um filme estadunidense de 1959, do gênero drama romântico, dirigido e roteirizado por Delmer Daves baseado no romance homônimo de Sloan Wilson, com trilha sonora de Max Steiner. 

## Sinopse
Em férias com suas famílias, antigos namorados reacendem a paixão, enquanto seus filhos se envolvem em romance, com drásticas consequências.

## Elenco
- Richard Egan ....... Ken Jorgenson
- Dorothy McGuire ....... Sylvia Hunter
- Sandra Dee ....... Molly Jorgenson
- Arthur Kennedy ....... Bart Hunter
- Troy Donahue ....... Johnny Hunter
- Constance Ford ....... Helen Jorgenson
- Beulah Bondi ....... Mrs. Emily Hamilton Hamble
- Jack Richardson ....... Claude Andrews
- Martin Eric ....... Todd Harper